# Areszt Śledczy w Opolu
Areszt Śledczy w Opolu – areszt śledczy znajdujący się w Opolu przy ulicy Sądowej 4.

## Przeznaczenie
- areszt śledczy dla kobiet i mężczyzn,
- zakład karny dla mężczyzn recydywistów penitencjarnych typu zamkniętego,
- zakład karny dla kobiet zakwalifikowanych do odbywania kary pozbawienia wolności w zakładach dla młodocianych typu zamkniętego, półotwartego i otwartego,
- zakład karny dla dorosłych pierwszy raz odbywających karę typu zamkniętego, półotwartego i otwartego.

## Opis
W opolskim areszcie funkcjonuje ośrodek diagnostyczny, który obsługuje głównie jednostki penitencjarne okręgu opolskiego, gdzie przeprowadzane są badania psychologiczne i psychiatryczne osób pozbawionych wolności. Na terenie aresztu funkcjonują cztery świetlice, radiowęzeł, biblioteka, a także sieć telewizji kablowej. Opiekę medyczną osadzonym zapewnia Zakład Opieki Zdrowotnej, który zatrudnia lekarzy różnych specjalności i średni personel medyczny.
W areszcie, z udziałem organizacji społecznych, kulturalnych, wychowawczych oraz religijnych, wobec osadzonych profilaktyka uzależnień, dzięki której działają grupy wsparcia Anonimowych Alkoholików (AA) i Anonimowych Narkomanów (AN). W jednostce realizowane są także programy readaptacyjne i ogólnorozwojowe, których jednym z ważniejszych elementów są prace społeczne i charytatywne przy osobach starszych i chorych. Miejscem praktyk religijnych jest kaplica więzienna.

## Historia
W latach 1879–1881 jednostka funkcjonowała jako Zespół Budynków Królewskiego Pruskiego Sądu i Więzienia. Areszt został wzniesiony w czerwonej cegły licowanej ze stropami ceramicznymi. Podczas II wojny światowej budynek sądu został całkowicie zniszczony, a w następnych latach rozebrany (obecnie w tym miejscu stoją dwa wieżowce mieszkalne). W wyniku działań wojennych budynek więzienia został częściowo zniszczony, jednak później został odbudowany na podstawie założeń architektonicznych. W styczniu 1945 roku, kiedy 106 więźniów zostało przekazanych gestapo, 52 zostało zwolnionych, a 87 ewakuowano do więzienia w Brzegu, władze niemieckie opuściły jednostkę. Pierwsi więźniowie po wojnie trafili do opolskiego aresztu na początku kwietnia 1945 roku. Wśród tych osadzonych było wielu Ślązaków podejrzewanych o współpracę z hitlerowcami oraz osoby z zarzutami działalności antypolskiej. W okresie grudzień 1945-wrzesień 1946 naczelnikiem więzienia był Salomon Morel, były komendant obozu jenieckiego Zgoda w Świętochłowicach.
Do 1956 roku opolski areszt funkcjonował pod zakresem działań Ministerstwa Bezpieczeństwa Publicznego, potem Ministerstwa Spraw Wewnętrznych, a od 11 września 1956 roku na mocy ustawy więziennictwo funkcjonuje pod zakresem działań Ministerstwa Sprawiedliwości.